# Magnolia champaca
Magnolia champaca – gatunek drzewa należący do rodziny magnoliowatych. Pochodzenie: Indie, Chiny, Azja Południowo-Wschodnia. Nazwa "champaca" pochodzi z sanskrytu: चंपक ćampaka, w innych językach indyjskich podobnie.

## Morfologia

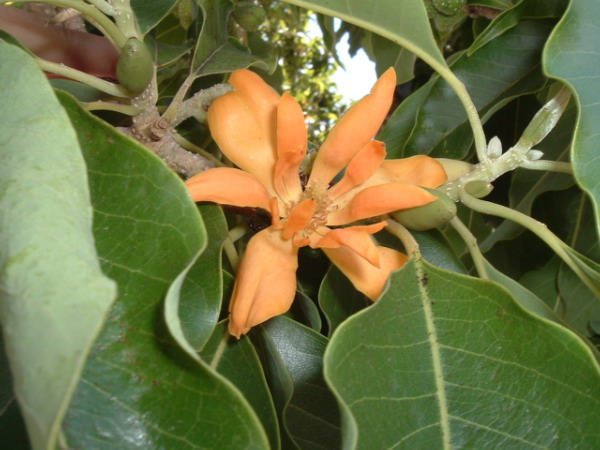
Gałązka z liśćmi i kwiatami

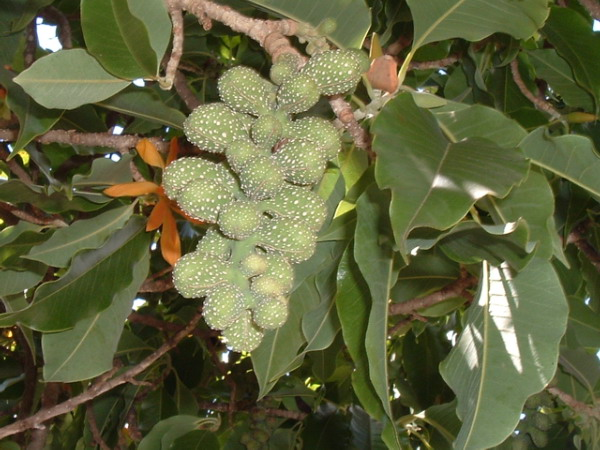
Owoce

PokrójWiecznie zielone drzewo. W swoim naturalnym środowisku osiąga wysokość do 30 m. Kora szara.
LiścieLancetowate do eliptycznych, błyszczące, o długości do 20 cm, brzegi pofałdowane.
KwiatyŻółtopomarańczowe, silnie pachnące, o średnicy 5–7 cm. Listki okwiatu wzniesione.

## Zastosowanie
- Kwiaty wykorzystywane w celach kultowych w świątyniach hinduskich i buddyjskich.
- Z drewna rzeźbi się różne przedmioty.

## Uprawa
WymaganiaPotrzebuje żyznej gleby, o kwasowości neutralnej do lekko kwaśnej i dobrego nasłonecznienia.